# Cameron Long
Cameron Scott „Cam“ Long (* 30. Dezember 1988 in Palm Bay, Florida) ist ein US-amerikanischer Basketballspieler. Nach dem Studium in seinem Heimatland wurde Long Profi in Europa, wo er nach Stationen in Litauen und Frankreich in der Basketball-Bundesliga 2013/14 für den deutschen Erstligisten ratiopharm Ulm spielte und zur Saison 2015/16 nach Würzburg zu den s.Oliver Baskets wechselte.

## Karriere
Nach dem Schulabschluss in Woodbridge (Virginia) ging Long zum Studium an die George Mason University in Fairfax (Virginia), wo er für die Hochschulmannschaft Patriots von 2007 an damals noch in der Colonial Athletic Association (CAA) der NCAA spielte. Gleich in der ersten Saison gewann Long zusammen mit unter anderem Folarin Campbell, der später auch als Profi in der Basketball-Bundesliga spielen sollte, das CAA-Meisterschaftsturnier, schied jedoch in der landesweiten NCAA-Endrunde 2008 in der ersten Runde gegen die Fighting Irish der University of Notre Dame aus. Nach einer Erstrundenniederlage im National Invitation Tournament 2009 und einer Teilnahme an einem eher weniger bedeutenden Postseason-Tournament 2010 erreichte man 2011 in der NCAA-Endrunde die zweite Runde, in der man den in ihrer Gruppe topgesetzten Buckeyes der Ohio State University unterlag. Longs Mannschaftskamerad Luke Hancock wechselte anschließend an die University of Louisville, wo er mit den Cardinal 2013 die Endrunde gewinnen sollte und als Most Outstanding Player des Final Four ausgezeichnet wurde.
Nachdem Long im NBA-Draft 2011 von keinem Klub der am höchsten dotierten Profiliga NBA berücksichtigt worden war, unterschrieb er schließlich seinen ersten Profivertrag beim Klub aus dem litauischen Šiauliai, mit dem er sowohl er in der nationalen LKL als auch in der Baltic Basketball League im Halbfinale aus der Titelvergabe ausschied. Während man national gegen Lietuvos rytas Vilnius im Halbfinale ein Spiel gewann, verlor man im Final Four der baltischen Liga 2011/12 vor eigenem Publikum krachend gegen den litauischen Meister und Titelverteidiger Žalgiris Kaunas mit 64:117 und belegte am Ende den vierten Platz. In der Saison 2012/13 spielte Long in der ersten französischen Liga LNB Pro A für den Vizemeister MSB aus Le Mans. Dort schied er mit der Mannschaft im europäischen Vereinswettbewerb Eurocup 2012/13 bereits früh in der ersten Gruppenphase aus. Als sechstplatzierte Mannschaft der Hauptrunde der Pro A verlor man dann auch in der ersten Play-off-Runde der Meisterschaft gegen Rekordmeister ASVEL. Für die Basketball-Bundesliga 2013/14 bekam Long dann einen Vertrag vom deutschen Erstligisten ratiopharm aus Ulm. Im Eurocup 2013/14 zog er mit dieser Mannschaft diesmal bis ins Achtelfinale ein, in dem man jedoch Hapoel Jerusalem unterlag. Im Beko BBL-Pokal 2014 in eigener Halle bezwang man im Halbfinale den Bundesliga-Hauptrundenersten Bayern München, verlor dann jedoch dann in einer Neuauflage des Vorjahresfinales gegen Titelverteidiger ALBA Berlin, der den Hauptrundensechsten ratiopharm auch in der ersten Play-off-Runde aus dem Rennen um den Meisterschaftstitel warf.